# Sierra Morena (Ciudad Real)
Sierra Morena es el nombre que recibe una comarca de la provincia de Ciudad Real, en España, según la división que de esta provincia hace la Diputación de Ciudad Real. Está situada en el sur de la provincia, en la frontera con la provincia de Jaén. Como la vecina comarca jienense de Sierra Morena, forma parte de la cordillera de Sierra Morena, que separa La Mancha de Andalucía.
Sus municipios han estado históricamente vinculados al Campo de Montiel y al Campo de Calatrava.

## Municipios
| Municipio                | Población | Superficie | Densidad |
| ------------------------ | --------- | ---------- | -------- |
| Santa Cruz de Mudela     | 4.724     | 134,60     | 35,10    |
| Calzada de Calatrava     | 4.518     | 410,94     | 10,99    |
| Torrenueva               | 2.983     | 142,15     | 20,98    |
| Viso del Marqués         | 2.859     | 533,20     | 5,36     |
| Fuencaliente             | 1.167     | 269,85     | 4,32     |
| Almuradiel               | 971       | 66,16      | 14,68    |
| Mestanza                 | 802       | 370,00     | 2,17     |
| Solana del Pino          | 426       | 180,08     | 2,37     |
| Villanueva de San Carlos | 388       | 109,25     | 3,55     |
| San Lorenzo de Calatrava | 289       | 105,73     | 2,73     |